# Jupiter Farms, Florida
Jupiter Farms är en ort (CDP) i Palm Beach County, i delstaten Florida, USA. Enligt United States Census Bureau har orten en folkmängd på 11 994 invånare (2010) och en landarea på 38,8 km².